# Five Graves to Cairo
Five Graves to Cairo is een Amerikaanse oorlogsfilm uit 1943 onder regie van Billy Wilder. Het scenario is gebaseerd op het toneelstuk Színmű négy felvonásban van de Hongaarse auteur Lajos Bíró.

## Verhaal
In 1942 trekt het Britse leger zich terug na een nederlaag tegen de Duitse veldmaarschalk Rommel. Zij laten daarbij soldaat John Bramble eenzaam achter bij de Egyptische grens. Als de Duitsers aankomen, neemt Bramble een geheime identiteit aan. Aldus komt hij de geheime strategie van Rommel te weten. Het lot van het Britse leger in Noord-Afrika is in handen van Bramble. Hij moet Rommels strategie overmaken aan de Britten.

## Rolverdeling
| Acteur             | Personage                   |
| ------------------ | --------------------------- |
| Franchot Tone      | Korporaal John J. Bramble   |
| Anne Baxter        | Mouche                      |
| Akim Tamiroff      | Farid                       |
| Erich von Stroheim | Veldmaarschalk Erwin Rommel |
| Peter van Eyck     | Luitenant Schwegler         |
| Fortunio Bonanova  | Generaal Sebastiano         |